# Rossenbach
Rossenbach ist eine Ortschaft in der Stadt Waldbröl im Oberbergischen Kreis im südlichen Nordrhein-Westfalen innerhalb des Regierungsbezirks Köln.

## Lage und Beschreibung
Der Ort liegt an der Brölstrasse B 478 ca. 3,5 km südwestlich vom Stadtzentrum entfernt.

## Geschichte

### Erstnennung
1459 wurde der Ort das erste Mal urkundlich erwähnt und zwar "Styne v. Rossebach ist Teilnehmerin an einem Hörigentausch."
Schreibweise der Erstnennung: Rossebach

## Bus- und Bahnverbindungen

### Linienbus
Haltestelle: Rossenbach
- 530 Hennef Bf, Waldbröl, Altennümbrecht-Berkenroth